# Autopista Kita-Kantō
La Autopista Kita-Kantō (東関東自動車道 Kita Kantō Jidōsha-dō?) -literalmente Autopista Kantō Norte-, es una autopista japonesa administrada por East Nippon Expressway Company que comunica las prefecturas de Gunma, Tochigi e Ibaraki.

## Detalles de la autopista
La ruta conocida como  E50  conecta las capitales de las 3 prefecturas por las que transcurre en la Región de Kantō, Maebashi, Utsunomiya y Mito.
La autopista comienza en el Cruce intercambiador Takasaki con la Kan-etsu Expressway en la Prefectura de Gunma y se dirige hacia el este a lo largo del borde sur de la prefectura. La autopista termina en JCT Iwafune y sigue la vía de la Tōhoku Expressway hacia el norte durante unos 13.6 km hasta el JCT Tochigi-Tsuga, y allí se separa de esa autopista (Tōhoku Expressway) siguiendo su propio curso al oriente una vez más. Sigue a través de las zonas meridionales de Utsunomiya y se dirige a las zonas orientales de la Prefectura de Tochigi, pasando a Ibaraki. Desde Sakuragawa en el oeste de Ibaraki, la ruta continúa hasta cruzar con la Jōban Expressway y luego se extiende a lo largo del borde sur de la zona de la ciudad de Mito, donde la autopista tiene su término final en IC Mito-minami. A partir de ese punto toma la Carretera Higashi-Mito que continúa hacia la costa del Océano Pacífico hasta IC Hitachinaka.
La autopista discurre paralela a la Ruta Nacional 50 durante la mayor parte de su longitud.

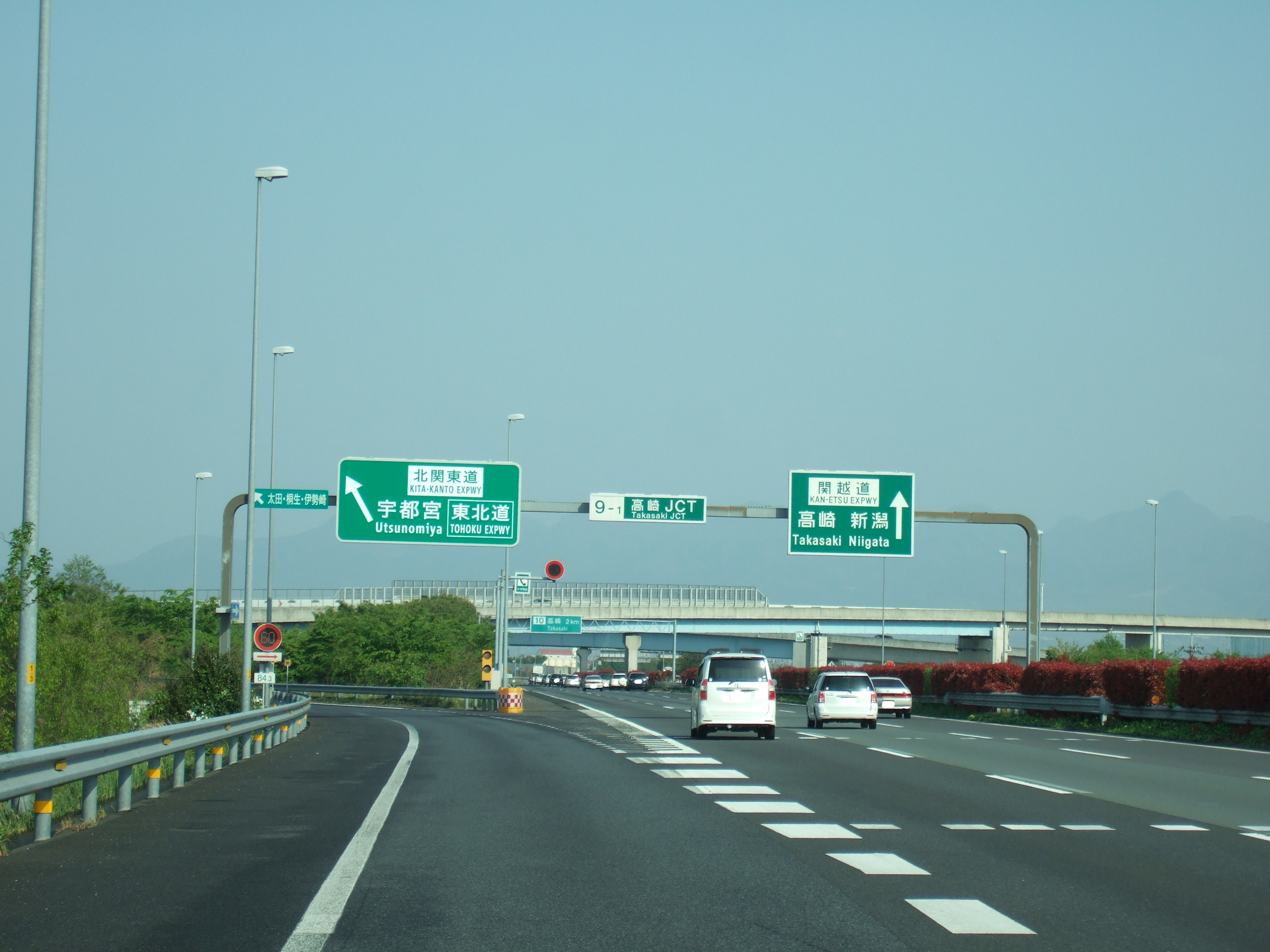
JCT Takasaki

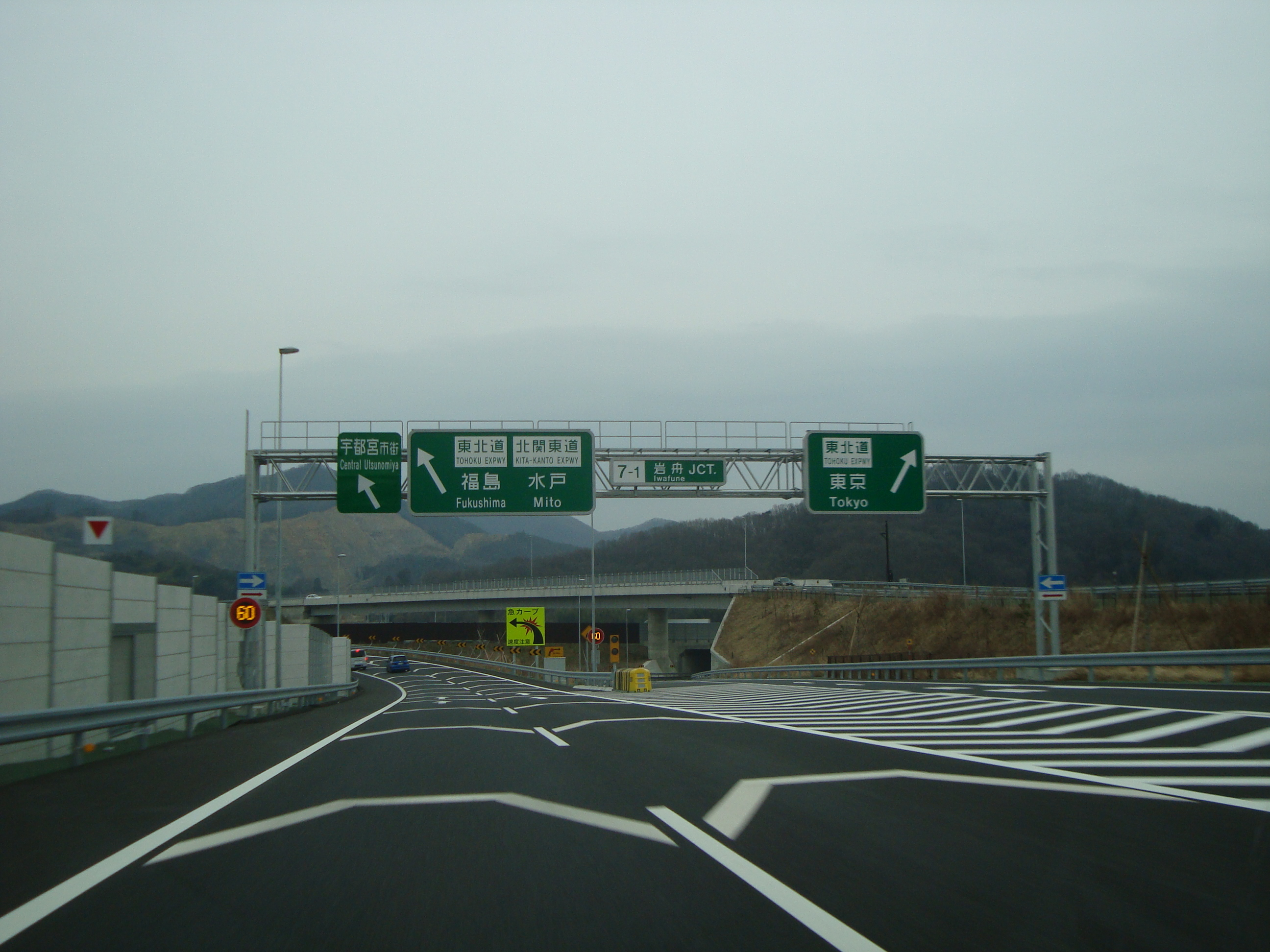
JCT Iwafune

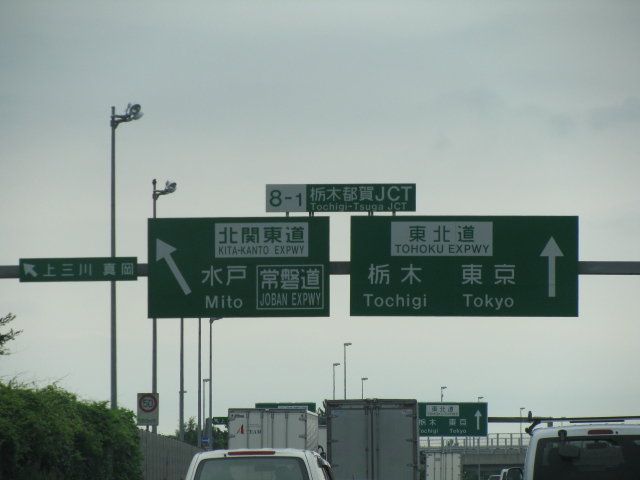
JCT Tochigi-Tsuga

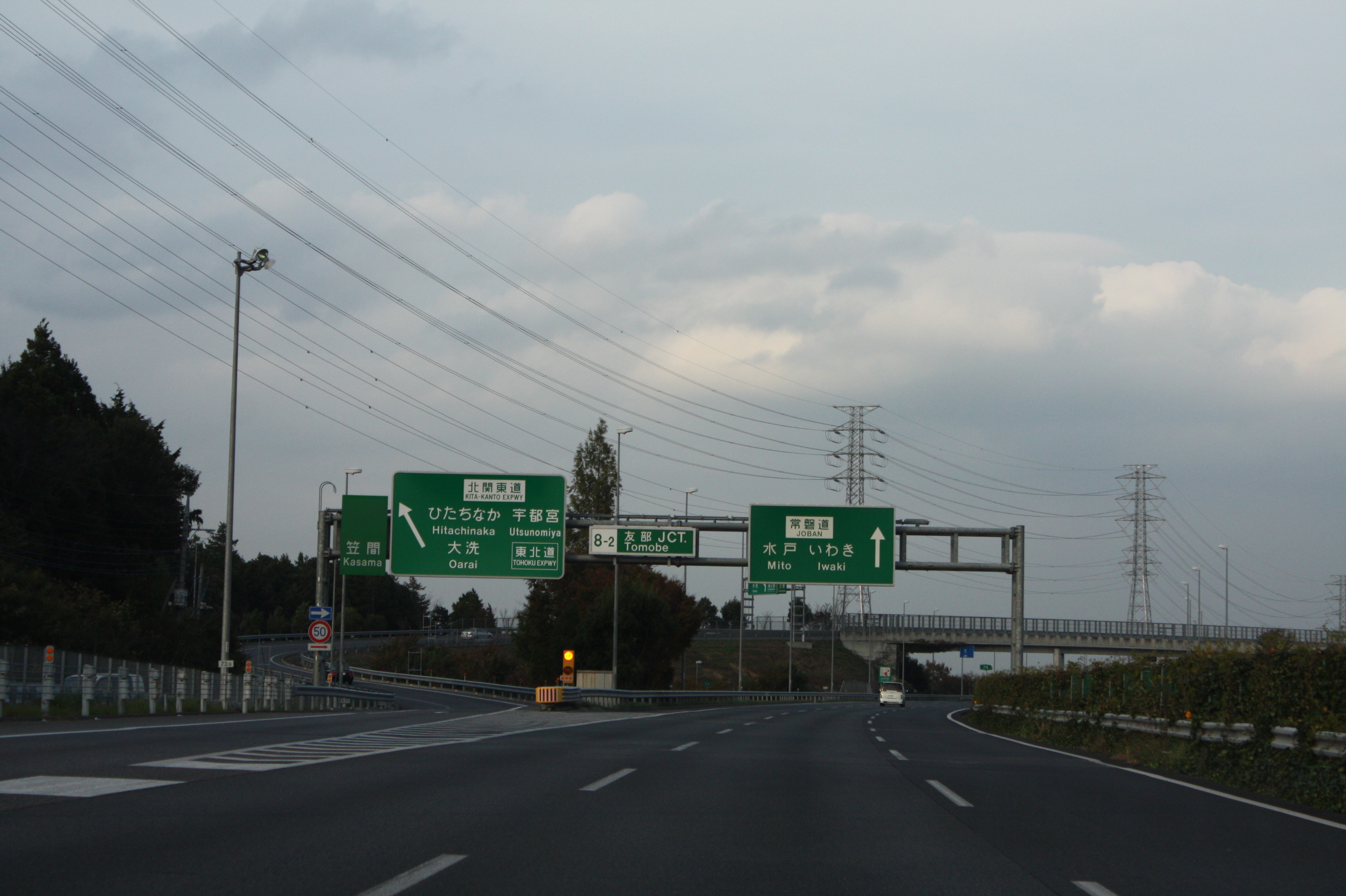
Cruce intercambiador Tomobe

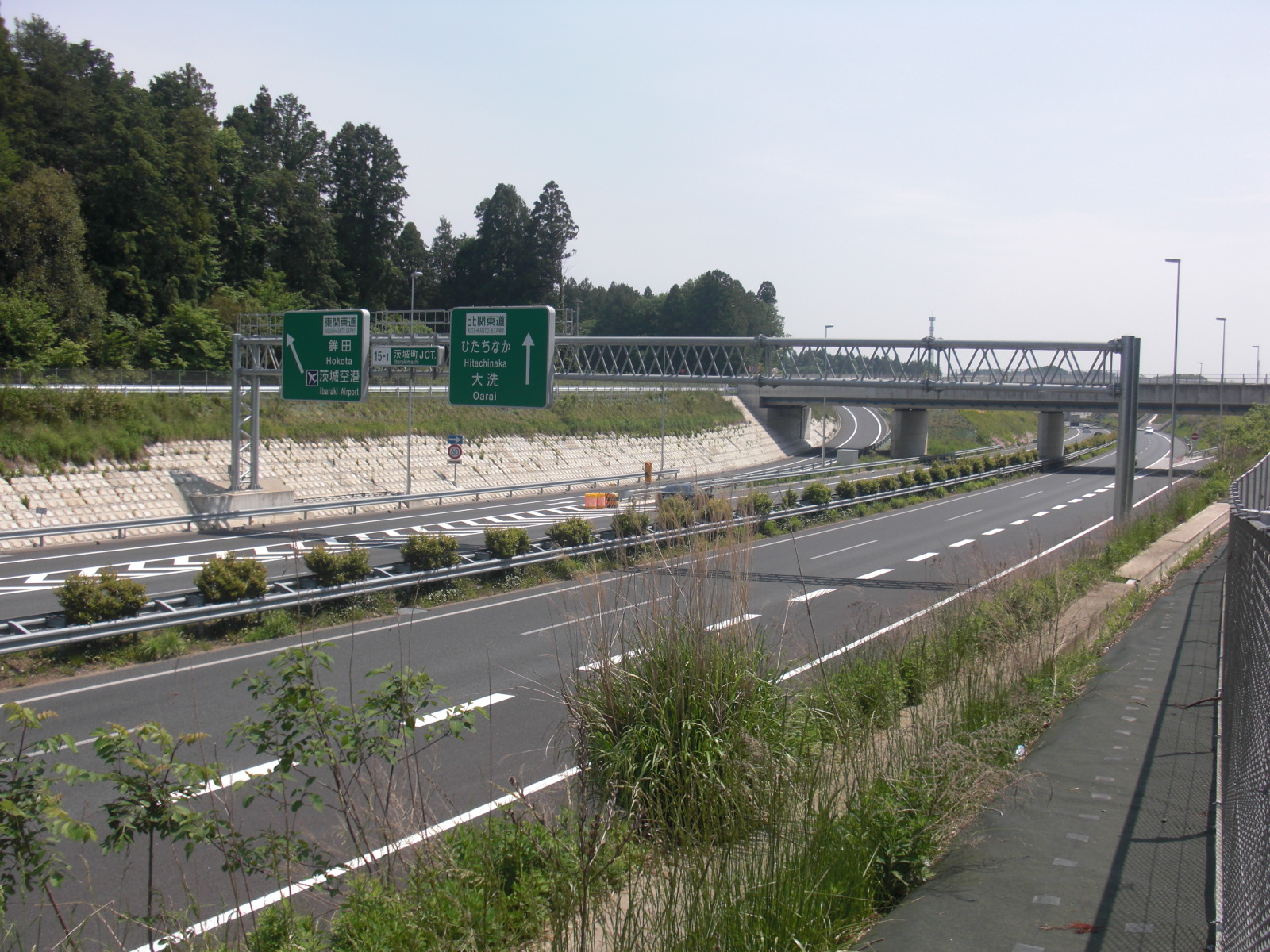
Cruce intercambiador Ibaraki

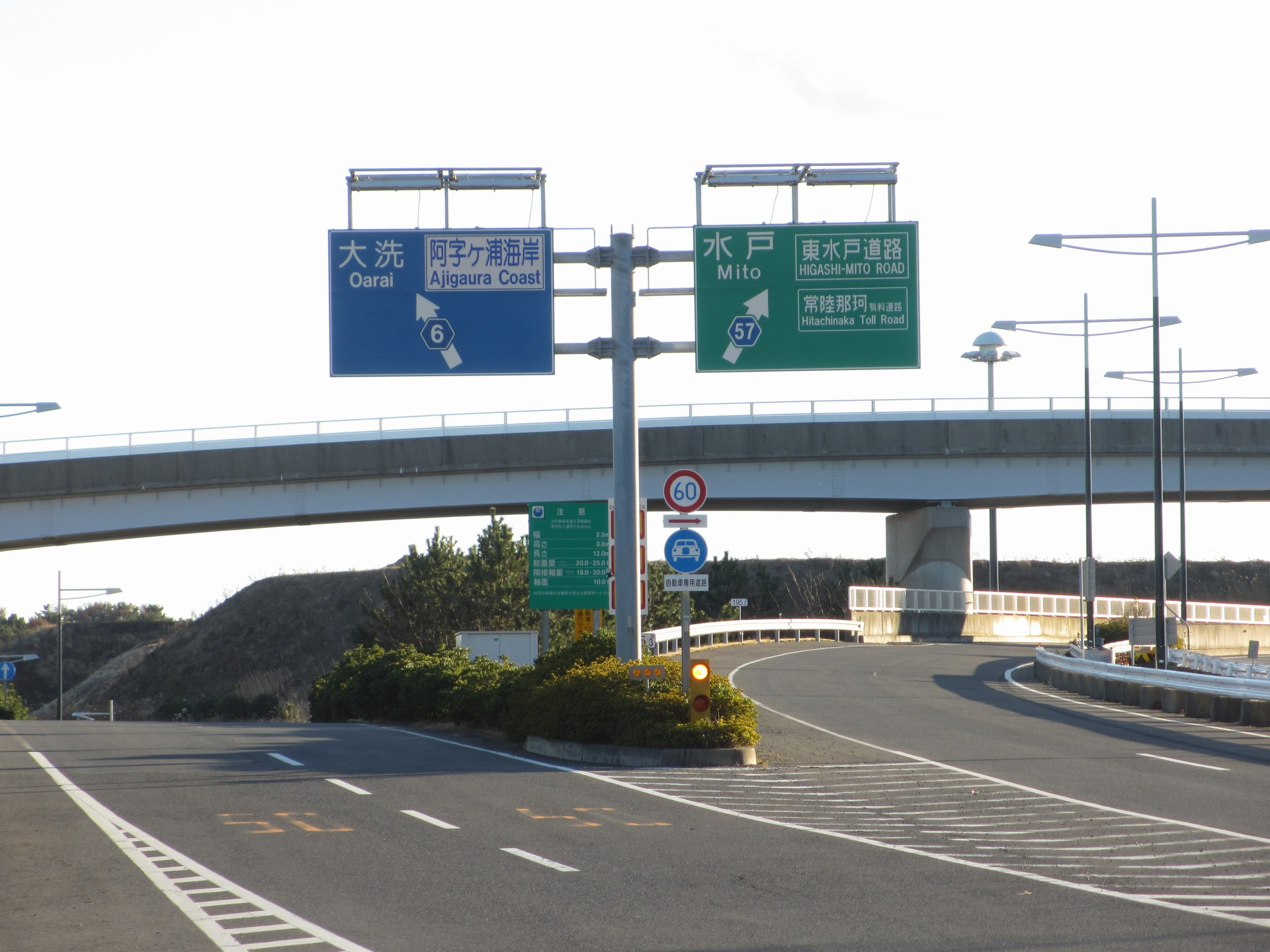
Intercambiador Hitachinaka-Kō

La autopista es de 4 carriles.

## Intercambiadores y características
- IC - Intercambiador, SIC - Intercambiador smart,[3] JCT - Cruce intercambiador, PA - Área de parqueo, SA - Área de servicio, BR - Puente, TB - Peaje.

| N.º | Nombre                                                | Conexiones                                                                          | Dist. desde Origen | Notas                                                                               | Localización | Localización |
| --- | ----------------------------------------------------- | ----------------------------------------------------------------------------------- | ------------------ | ----------------------------------------------------------------------------------- | ------------ | ------------ |
| 9-1 JCT | Cruce intercambiador Takasaki                         | E17 Kan-Etsu Expressway                                                             | 0.0                |                                                                                     | Takasaki     | Gunma        |
| BR | Puente Tonegawa                                       |                                                                                     |                    |                                                                                     | Takasaki     | Gunma        |
| BR | Puente Tonegawa                                       | Maebashi                                                                            |                    |                                                                                     |              | Gunma        |
| 1 IC | Intercambiador Maebashi-Minami                        | Ruta Prefectural 11 (Ruta Maebashi Tamamura) (Bypass)                               | 3.0                |                                                                                     |              | Gunma        |
| 2 IC | Intercambiador Komagawa IC                            | Ruta Prefectura 2 (Ruta Maebashi Tatebayashi) (Komagata Bypass)                     | 7.5                |                                                                                     |              | Gunma        |
| 2-1 PA/SIC | Área de parqueo Hashie Intercambiador smart           |                                                                                     | 11.7               |                                                                                     | Isesaki      | Gunma        |
| 3 IC | Intercambiador Isesaki                                | Ruta Nacional 17 (Carretera Jōbu)                                                   | 14.5               |                                                                                     | Isesaki      | Gunma        |
| 4 IC | Intercambiador Ōta-Yabuzuka                           | Ruta Prefectural 315 (Ruta Ōhara Sakai Mitsugi)                                     | 19.9               |                                                                                     | Ōta          | Gunma        |
| <4-1> PA/SIC | Área de parqueo Ōta Intercambiador smart              |                                                                                     |                    |                                                                                     | Ōta          | Gunma        |
| 5 IC | Intercambiador Ōta-Kiryū                              | Ruta Nacional 122 (Ōta Bypass)                                                      | 30.5               |                                                                                     | Ōta          | Gunma        |
| SA | Área de servicio Watarasegawa                         |                                                                                     |                    |                                                                                     | Ashikaga     | Tochigi      |
| 6 IC | Intercambiador Ashikaga                               | Ruta Nacional 293                                                                   | 40.8               |                                                                                     | Ashikaga     | Tochigi      |
| 7 IC | Intercambiador Sano-Tanuma                            | Ruta prefectural 347 (Sano-Tanuma Inter)                                            | 49.1               |                                                                                     | Sano         | Tochigi      |
| 7-1 JCT | Cuce intercambiador Iwafune                           | E4 Tōhoku Expressway                                                                | 54.4               | Número JCT del Cruce intercambiador Iwafune, 7-2 de Tōhoku Expressway               | Tochigi      | Tochigi      |
| A través de E4 Tōhoku Expressway circular 13.6 km (superposición vial) IC Tochigi (Intercambiador Tochigi) conexión con la Ruta Prefectural 32 (Ruta Tochigi Kasuo) |                                                       |                                                                                     |                    |                                                                                     |              |              |
| (8-1) JCT | Cruce intercambiador Tochigi-Tsuga                    | E4 Tōhoku Expressway                                                                | 0.0                |                                                                                     | Tochigi      | Tochigi      |
| 8 IC | Intercambiador Tsuga                                  | Ruta Prefectural 3 (Ruta Utsunomiya Kamewada Tochigi)                               | 3.8                |                                                                                     | Tochigi      | Tochigi      |
| PA | Área de parqueo Mibu                                  |                                                                                     | 8.6                |                                                                                     | Mibu         | Tochigi      |
| 9 IC | Intercambiador Mibu                                   | Ruta Prefectural 340 (Ruta Mibu Inter) Ruta Prefectural 71 (Ruta Hanyūda Kamikamou) | 10.1               |                                                                                     | Mibu         | Tochigi      |
| SIC | Intercambiador smart Shimotsuke                       |                                                                                     |                    |                                                                                     | Mibu         | Tochigi      |
| 10 IC | Intercambiador Utsunomiya-Kaminokawa                  | Ruta Nacional 4 (Ruta 4 Bypass)                                                     | 18.5               |                                                                                     | Utsunomiya   | Tochigi      |
| 11 IC | Intercambiador Mooka                                  | Ruta Nacional 408 (Mooka Bypass)                                                    | 26.0               |                                                                                     | Mooka        | Tochigi      |
| PA | Área de parqueo Gogyōgawa                             |                                                                                     |                    |                                                                                     | Mooka        | Tochigi      |
| 12 IC | Intercambiador Sakuragawa-Chikusei                    | Ruta Nacional 50                                                                    | 40.9               |                                                                                     | Sakuragawa   | Ibaraki      |
| 13 IC | Intercambiador Kasama-Nishi                           | Ruta Prefectural 64 (Ruta Tsuchiura Kasama - Ruta Bypass)                           | 49.8               |                                                                                     | Kasama       | Ibaraki      |
| PA | Área de parqueo Kasama                                |                                                                                     | 57.5               |                                                                                     | Kasama       | Ibaraki      |
| 14 IC | Intercambiador Tomobe                                 | Ruta Nacional 355 Ruta Prefectural 16 (Ruta Ōarai Tomobe)                           | 58.9               |                                                                                     | Kasama       | Ibaraki      |

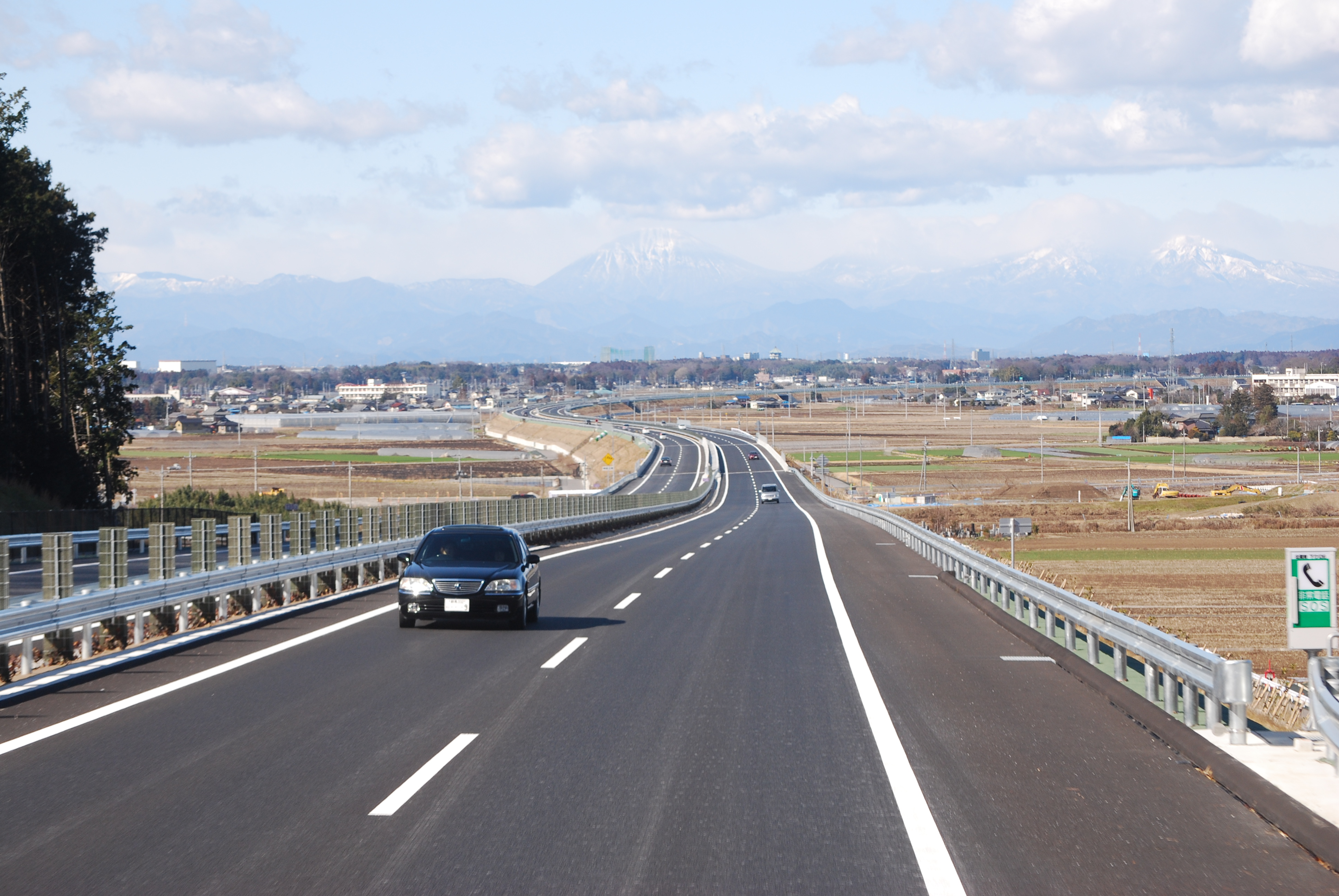
Kita-Kantō Expressway y el Monte Nikkō en Mooka

| (8-2) JCT | Cruce intercambiador Tomobe                           | E6 Jōban Expressway                                                                 | 66.3               |                                                                                     | Kasama       | Ibaraki      |
| 15 IC | Intercambiador Ibarakimachi-nishi                     | Ruta Prefectural 59 (Ruta Tamari Mito)                                              | 70.4               |                                                                                     | Ibaraki      | Ibaraki      |
| <15-1> JCT | Cruce intercambiador Ibaraki                          | E51 Higashi-Kantō Expressway                                                        |                    |                                                                                     | Ibaraki      | Ibaraki      |
| 16 IC | Intercambiador Ibarakimachi-Higashi                   | Ruta Nacional 6                                                                     | 77.2               |                                                                                     | Ibaraki      | Ibaraki      |
| 17 IC | Intercambiador Mito-Minami                            | Ruta Nacional 6 Carretera Higashi-Mito                                              | 80.6               | Fin de Kita-Kantō Expressway acceso a través de Carretera Higashi-Mito              | Mito         | Ibaraki      |
| 18 IC | Intercambiador Mito-Ōarai                             | Ruta Nacional 51                                                                    | 86.1               | Carretera Higashi-Mito                                                              | Mito         | Ibaraki      |
| 19 IC | Intercambiador Hitachinaka                            | Ruta Nacional 245                                                                   | 90.8               | Carretera Higashi-Mito                                                              | Hitachinaka  | Ibaraki      |
| A través de la Carretera Hitachinaka (Ruta Prefectural 57) a Puerto de Hitachinaka                                                                                  |                                                       |                                                                                     |                    |                                                                                     |              |              |
| 20 IC | Intercambiador Hitachi-Kaihin-Kō                      | Ruta Prefectural 247                                                                | 93.7               | Suma a la distancia total del anterior Intercambiador: 19 IC (IC Hitachinaka)       | Hitachinaka  | Ibaraki      |
| Puerto | Puerto de Hitachinaka (Intercambiador Hitachinaka-Kō) | Ruta Prefectural 6                                                                  | 95.2               | Suma a la distancia total del anterior intercambiador: 20 IC (IC Hitachi-Kaihin-Kō) | Hitachinaka  | Ibaraki      |